# Kong Linghui
Kong Linghui (født 18. oktober 1975 i Harbin, Heilongjiang) er en kinesisk bordtennisspiller som deltog I de Olympiske Lege i 1996, 2000 og 2004.
I 1996 vandt han guld-medaljen i double med sin kinesiske makker Liu Guoliang.
Fire år senere ved OL i 2000, vandt han guld-medaljen i single og sølv-medaljen i double, igen sammen med Liu Guoliang. Dermed blev han den tredje bordtennis-spiller til at vinde en såkaldt Grand Slam (Vinder af World Cup, OL og Verdensmesterskaberne). De eneste to andre der har den titel, er svenske Jan-Ove Waldner og kinesiske Liu Guoliang.
I 2004 røg han ud i tredje runde sammen med sin nye double-makker Wang Hao.
Kongs stil er ment at komme ud fra de bedste Europæiske bordtennis-spillere fra de sene 80'ere og de sene 90'ere, specielt de svenske legender, Jan-Ove Waldner og Jörgen Persson, der begge blev verdensmestre henholdsvis I 1989 og 1991. De mestrede hver især det såkaldte "Rystehånds-greb". De spillede et godt all-round-system der foregik tæt på bordet, var gode i både forhånden og baghånden, stærke i både angreb og forsvar, samt nogen gode serve-teknikker og et solidt blokkesystem.
I de tidlige 90'ere dominerede Europæerne sporten, hvor spillere som Jean-Michel Saive (Belgien), Jean-Phillipe Gatien (Frankrig), Waldner Persson og Appelgren (Sverige) og Rosskopf (Tyskland) tilbageholdte de formidable kinesere. For at finde en udvej, sendte kineserne den unge Kong til Sverige for at lære noget om Europæernes stil. Han vendte tilbage til Kina i 1993, og der gik ikke lang tid før han var Verdensranglistens nr. 1, I December 1993.
Kong Linghui menes at være en af de bedste bordtennisspillere nogensinde, nu har han dog trukket sig tilbage for at være træner for det kinesiske bordtennislandshold.